# Kościół Zwiastowania Pańskiego w Piotrkowicach
Kościół Zwiastowania Pańskiego w Piotrkowicach – kościół parafialny, w Piotrkowicach w województwie świętokrzyskim.

## Historia

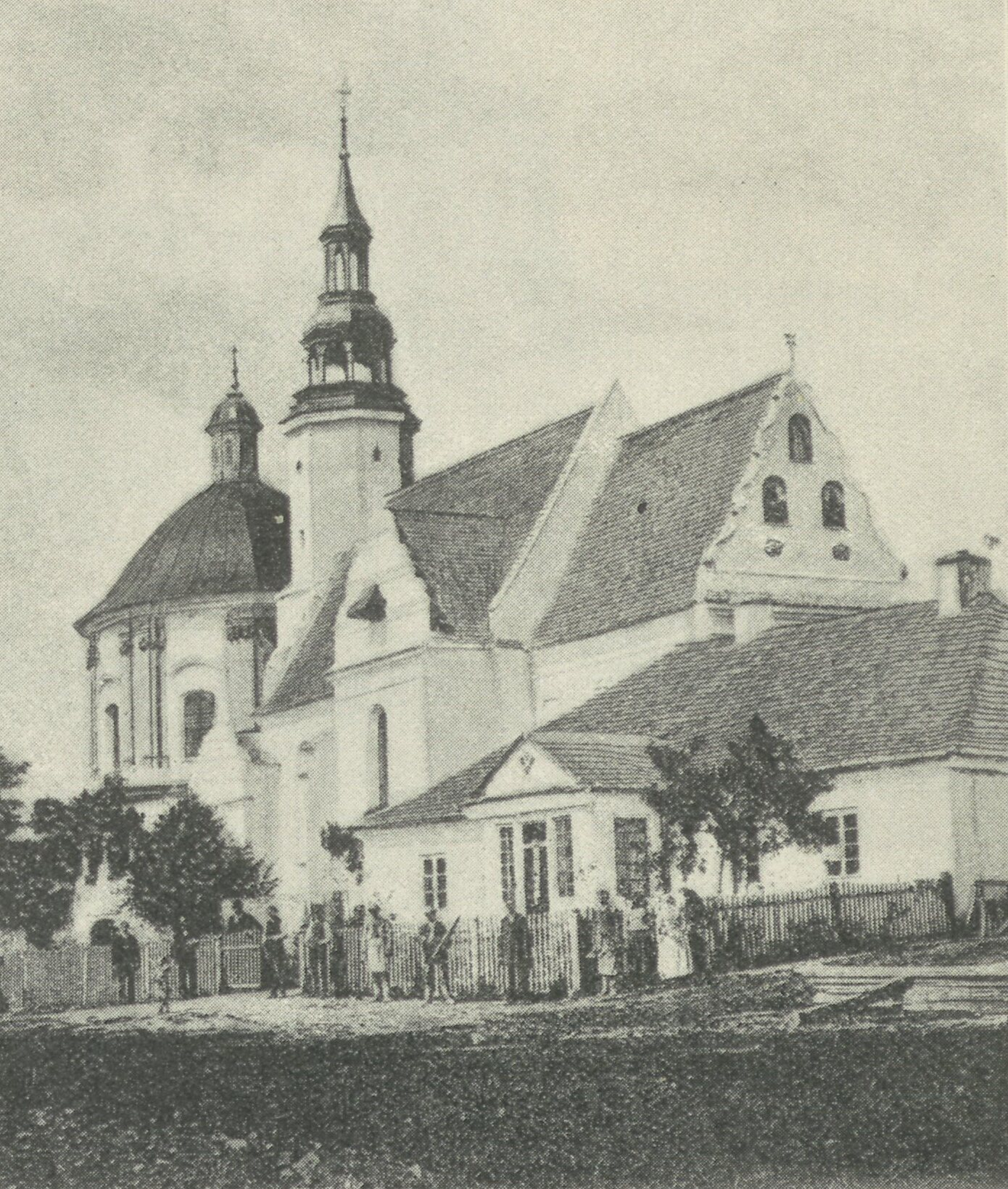
Kościół około 1916

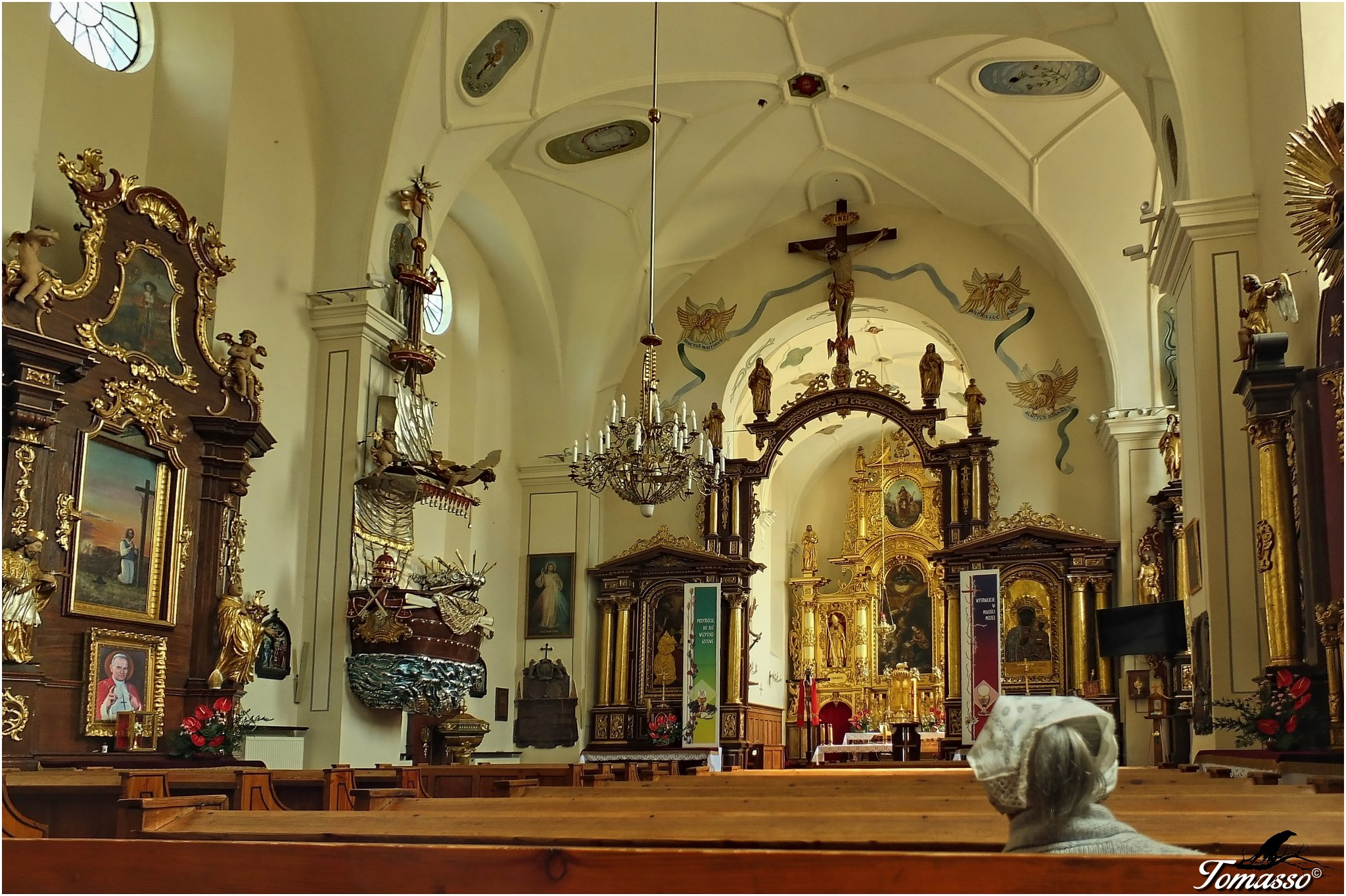
Ołtarz

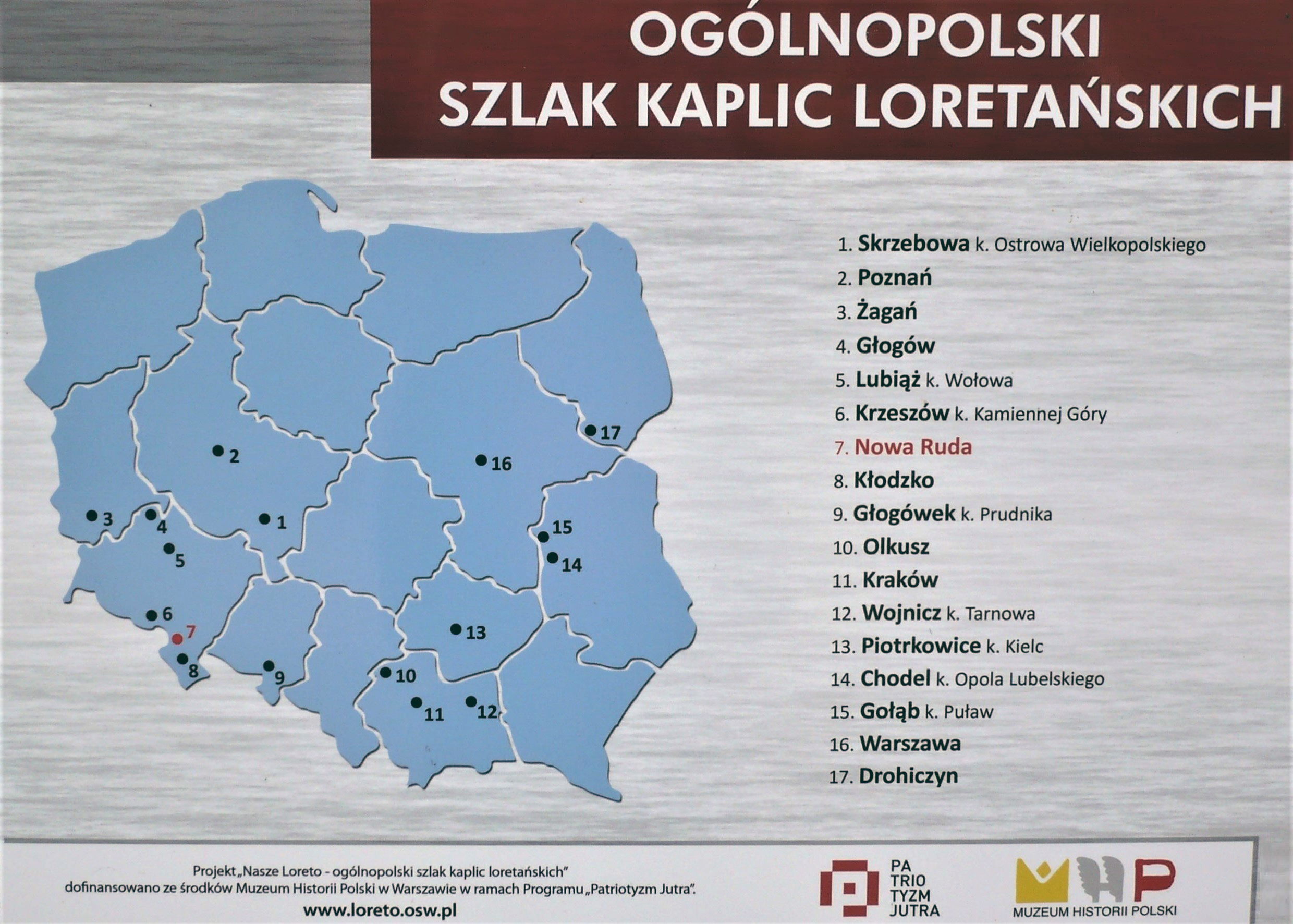
Kościół na szlaku kaplic loretańskich

Erekcję budowy klasztoru i kościoła podpisano w Chęcinach w 1630. Fundatorami byli kasztelan połaniecki Maciej i Zofia Rokszyccy. Budowę rozpoczęto w 1635, a ukończono 1652.
Kościół jest zbudowany z łamanego kamienia, tynkowany, jednonawowy, orientowany (prezbiterium od strony wschodniej), na rzucie prostokąta, z prezbiterium węższym i nieco niższym od nawy, zamkniętym prostą ścianą. Jest to typ kościoła późnorenesansowego, wzorowany na kościele dominikanów w Klimontowie. Sklepienia są kolebkowo-krzyżowe, upiększone stiukami o motywach geometrycznych. Kruchta łączy kościół z kaplicą loretańską i krużgankami klasztornymi. Nad kruchtą wznosi się czworoboczna wieża, w górnej części ośmioboczna, a pod hełmem wiszą trzy dzwony. Na dachu nawy, w pobliżu styku z prezbiterium – sygnaturka. Na ścianie szczytowej prezbiterium, w płytkich wnękach – trzy malowidła przedstawiające wyobrażenie Matki Bożej z Dzieciątkiem Jezus, św. Franciszka z Asyżu i w miejscu dawniejszej kompozycji (prawdopodobnie św. Antoniego) – redemptoryści wymalowali w latach trzydziestych XIX wieku postać św. Alfonsa de Liguori.
Wnętrze świątyni oświetla sześć okien od strony południowej. Imponująco wygląda ołtarz główny. W centrum złocistego retabulum mieści się dużych rozmiarów obraz Zwiastowania Pańskiego. Otaczają go cztery kolumny, a między nimi artystycznie wykonane figury głównych patronów Polski – św. Wojciecha i św. Stanisława. Na gzymsach zewnętrznych kolumn umieszczono postacie św. Franciszka z Asyżu i św. Antoniego z Padwy. W górnej kondygnacji – obraz Dobrego Pasterza. Antepedium, tabernakulum i tron na krzyż (i monstrancję) są w stylu rokokowym, z figurkami aniołków z XVIII wieku.
Dwa ołtarze boczne, na ścianie pomiędzy prezbiterium a nawą, zostały połączone architektoniczną dekoracją tęczy, na której wsparty jest duży krucyfiks z pelikanem i pisklętami u jego stóp. Poniżej – barokowe figury Matki Bożej Bolesnej i św. Jana Apostoła oraz św. Antoniego Padewskiego i św. Bonawentury. W ołtarzu prawym, pomiędzy czterema złotymi kolumnami, widnieje obraz Matki Boskiej Częstochowskiej (na zasuwie św. Anny Samotrzeć). W ołtarzu lewym – obraz św. Franciszka (na zasuwie św. Antoniego z Dzieciątkiem i Bogurodzicą). W prawej kaplicy – ołtarz z figurą Serca Bożego i wysuwanym obrazem św. Józefa. Po bokach – herby Pobóg i Ostoja, a poza kolumnami dwie figury świętych proroków Izajasza i Jeremiasza. W górnej kondygnacji – obraz stojącej Matki Bożej z Dzieciątkiem, także w otoczeniu dwóch postaci: św. Jana Ewangelisty i św. Piotra Apostoła. U dołu, nad mensą ołtarza, ustawiono figurkę Dzieciątka Jezus w czerwonej kapie.
Po drugiej stronie nawy, na przyściennym filarze, znajduje się barokowa ambona w kształcie okrętu z pierwszej połowy XVII wieku. W zwieńczeniu, na szczycie masztu – gołąbek, symbol Ducha Świętego. Liny z „gniazd bocianich” podnoszą żagle ze sznurowaną drabiną, które tworzą rodzaj baldachimu. Z dachu baldachimu skrzydlaty anioł spogląda do nawy okrętu, a dwa anioły putta z boku trzymają żagle. Na pokładzie okrętu zarzucono rybacką sieć i wiosła. Na boku burty umieszczono stułę, tiarę papieską i klucze, jako symbole władzy Kościoła. Po prawej stronie ambony ustawiona jest drewniana chrzcielnica z XVII wieku. Nad nią płaskorzeźba przedstawia św. Jana udzielającego chrztu Jezusowi Chrystusowi, nad którym unosi się Duch Święty w postaci gołębicy. Powyżej – obłok przeszyty promieniami, a u dołu wypisane słowa Boga Ojca: „Ten jest Syn Mój miły”.
Z lewej strony ambony stoi kolejny ołtarz boczny poświęcony patronom rolnictwa. W zwieńczeniu ołtarza znajduje się osiemnastowieczny obraz patronki żniwiarzy św. Notburgi (~1265-1313). Nieugięty gospodarz, u którego pracowała Notburga wymagał wykonywania pracy również w niedziele i święta. Notburga, słysząc w sobotni wieczór dzwony kościelne zwiastujące zbliżającą się niedzielę, modliła się o pomoc w tak trudnej sytuacji. Wtem, gdy uniosła sierp w górę, zawisł on w powietrzu, co zostało przez wszystkich odczytane jako znak Bożej interwencji. Sierp, widoczny na obrazie stał się symbolem wielkiego zaufania Bogu oraz nadludzkiej odwagi.
Poniżej znajduje się wizerunek św. Izydora Oracza, patrona rolników. Zgodnie z przyjętą ikonografią, opartą na legendzie, widzimy modlącego się Izydora i orzącego za niego anioła. Pod zasuwą znajduje się obraz przedstawiający św. Stanisława Kostkę. Obraz przedstawia Świętego przyjmujący Komunię z rąk anioła. Po bokach ołtarza ustawiono figury św. Jana Nepomucena i św. Benedykta opata.
Po przeciwnej stronie nawy znajduje się ołtarz Świętego Krzyża, z barokowym krucyfiksem oraz figurami Matki Bożej Bolesnej i św. Jana Ewangelisty. Na łuku retabulum – postać Boga Ojca z berłem i kulą ziemską. Na gzymsach kolumn – dwaj adorujący aniołowie. W ozdobnym tabernakulum przechowywany jest relikwiarz z cząstką drzewa Krzyża Świętego. Wierni adorują i całują relikwie podczas nabożeństw wielkopostnych, zwłaszcza Gorzkich Żali.
W kościele znajdują się także relikwie św. Tekli, umieszczone w rzeźbionym relikwiarzu.
W latach 1770–1776 na osi nawy kościoła, od strony zachodniej, wybudowano późnobarokową kaplicę, a w niej domek loretański (9,5 x 4 m.), przypominający Domek Nazaretański z włoskiego Loreto. We wnęce ściany zachodniej została umieszczona łaskami słynąca figura (140 cm wysokości), Matki Bożej z Dzieciątkiem (ok. 1400).